# حافظه نیم‌رسانا
حافظه نیم‌رسانا یک افزاره نیم‌رسانای الکترونیکی دیجیتال است که برای ذخیره‌سازی داده‌های دیجیتال مانند حافظه رایانه استفاده می‌شود. معمولاً به حافظه ماس اشاره دارد، جایی که داده‌ها در سلول‌های حافظه فلز-اکسید-نیم‌رسانا (MOS) روی یک تراشه حافظه مدار مجتمع سیلیکونی ذخیره می شوند. این افزاره در انواع مختلف و با فناوری‌های مختلف ساخته می‌شود.
حافظه نیم‌رسانا خاصیت حافظه دسترسی تصادفی را دارد، به این معنی که برای دسترسی به هر داده‌ای در هر مکانی یک مقدار زمان لازم است چرا که اطلاعت در آن به صورت تصادفی خوانده می‌شوند. در این مورد، حافظه‌های نیم‌رسانا با واسط‌های انبارش داده مانند دیسک سخت یا الواح فشرده متفاوت هستند چرا که آن‌ها قابلیت خواندن و نوشتن متوالی دارند و داده‌ها به همان نوبتی خوانده می‌شوند که نوشته شده‌اند. این نوع حافظه همچنین زمان دسترسی سریع‌تری نسبت به دیگر حافظه‌ها دارند؛ به‌طوری‌که یک بایت از داده در حافظه نیم‌رسانا می‌تواند در یک نانوثانیه خوانده و نوشته شود در حالی که در حافظه‌های چرخشی مانند دیسک سخت، میلی‌ثانیه زمان دسترسی لازم خواهد بود. به همین دلایل از این حافظه در رایانه به عنوان حافظه اصلی استفاده می‌شود تا داده‌های در دست پردازش رایانه را در خود انبار کند.
شیفت رجیسترها، پروسس رجیسترها، حافظه‌های میانگیر و دیگر رجیسترهای دیجیتال کوچک که مکانیزم رمزگشایی آدرس حافظه ندارند، حافظه محسوب نمی‌شوند هرچند داده‌های دیجیتال را انبارش می‌کنند.

## توصیف
در تراشه حافظه نیم‌رسانا، هر بیت از داده‌های دودویی در مداری ریز به نام سلول حافظه، متشکل از یک یا چندین ترانزیستور، ذخیره می‌شود. سلول‌های حافظه در آرایه‌های مستطیلی بر روی تراشه قرار گرفته‌اند. سلول‌های حافظهٔ ۱-بیتی در گروه کوچکی به نام کلمات جمع می‌شوند که با یکدیگر یک آدرس دسترسی حافظه دارند. حافظه از طول کلماتی از توان دو، معمولاً ۸ یا ۴ ،۲ ،۱ = {\displaystyle n} بیت، درست می‌شود.
داده بنابر خواستهٔ یک آدرس حافظه دودویی که به پایه‌های آدرس تراشه فرستاده شده‌است، دستیابی می‌شود. اگر آدرس حافظه متشکل از {\displaystyle m} باشد، شمارهٔ آدرس {\displaystyle m}۲ خواهد بود که کلمه‌ای {\displaystyle n} دارد؛ بنابراین، مقدار داده‌ای که در هر تراشه ذخیره خواهد شد، {\displaystyle m}۲{\displaystyle n} خواهد بود. اعداد ممکن ۱، ۲، ۴، ۸، ۱۶، ۳۲، ۶۴، ۱۲۸، ۲۵۶ و ۵۱۲ کیلوبیت، مگابیت، گیگابیت و ترابیت هستند که در اینجا به حالت پیشوندهای دودویی نشان داده شده‌اند. هم‌اکنون بزرگترین تراشه حافظه نیم‌رسانا تنها چند گیگابیت داده را در خود نگه‌می‌دارد اما در حافظه‌هایی با توانایی بیشتر در حال توسعه و ساخت هستند. با ترکیب چندین مدار مجتمع، حافظه می‌تواند طول کلمه یا فضای حافظهٔ بیشتری داشته باشد، که لزوماً توانی از دو نیست.
دو عملیات اصلی که توسط تراشه حافظه انجام می‌شوند خواندن، که محتوای داده‌های یک کلمه حافظه خوانده می‌شود (غیرمخرب)، و نوشتن، که داده در یک کلمه حافظه انبار شده و جایگزین هر داده‌ای دیگر که در آنجا بود می‌شود، می‌باشند.
به اضافهٔ تراشه‌های حافظهٔ مستقل، بلوک‌هایی از حافظه‌های نیم‌رسانا قسمت تکمیل‌گر بسیاری از رایانه‌ها و مدارات مجتمع پردازش داده می‌باشند. برای مثال تراشه‌های ریزپردازنده‌ها که رایانه را به کار می‌اندازند، حافظه نهانی دارند که دستورالعمل‌های منتظر اجرا را انبار می‌کنند.

## انواع

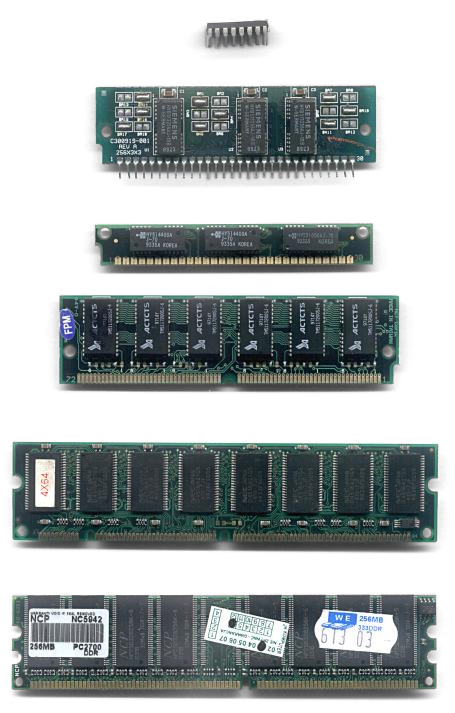
چند تراشهٔ مختلف رم

حافظه فرار با قطع شدن برق ورودی به تراشه، داده‌های انبارش شده بر رویش را از دست می‌دهد. هرچند این حافظه می‌تواند نسبت به حافظه غیرفرار سریع‌تر و ارزان‌تر باشد. از آنجایی که داده‌ها در صورت خاموش بودن رایانه بر روی دیسک سخت ذخیره می‌شوند، حافظه‌های فرار به عنوان حافظهٔ اصلی در اکثر رایانه‌های امروز استفاده می‌شوند. انواع اصلی این حافظه عبارتند از:
- رم (حافظه دسترسی تصادفی) امروزه به لفظی عمومی برای هر حافظه نیم‌رسانا تبدیل که قابلیت خواندن و نوشتن را دارد، تبدیل شده‌است. باید گفته شود که تمام حافظه‌های نیم‌رسانا و نه فقط رم، قابلیت دسترسی تصادفی دارند.
  - دی‌رم (حافظه دسترسی تصادفی پویا)؛ یک حافظه که سلول‌های حافظه‌اش برای هر بایت از یک خازن و یک ترانزیستور دارد. از آنجایی که این حافظه ارزان‌ترین و چگال‌ترین است، حافظهٔ اصلی رایانه است. چون بار الکتریکی ذخیره شده بر روی سلول‌های حافظه به آرامی نشت می‌کند، بایستی به صورت متناوب آن را تازه (بازنویسی) کرد. فرایند تازه‌سازی می‌تواند به صورت اتوماتیک باشد یا برعهدهٔ کاربر قرار گیرد.
    - اف‌پی‌ام دی‌رم (حالت صفحهٔ سریع دی‌رم)؛ یک نوع قدیمی دی‌رم غیرهم‌زمان بود که با دادن دسترسی مکرر به «صفحه» ای از حافظه، سرعتش از مدل‌های قبلی بیشتر شد. از این نوع حافظه در اوایل دههٔ ۱۹۹۰ استفاده می‌شد.
    - ئی‌دی‌او دی‌رم (خروجی‌داده گسترش‌یافتهٔ دی‌رم)؛ یک نوع قدیمی دی‌رم غیرهم‌زمان بود که با دادن دسترسی به داده‌ای قبل از آنکه دادهٔ قبلی منتقل شود، سرعتش از مدل‌های قبلی بیشتر شد. از این نوع حافظه در اواخر دههٔ ۱۹۹۰ استفاده می‌شد.
    - وی‌رم (حافظه دسترسی تصادفی ویدئویی)؛ یک نوع قدیمی دو-درگاهه که برای فریم‌بافر و آداپتورهای ویدئو استفاده می‌شد.
    - اس‌دی‌رم (حافظه دسترسی تصادفی پویای هم‌زمان)؛ این حافظه، سازماندهی مجدد تراشه‌های حافظهٔ دی‌رم بود، که با اضافه شدن خط ساعت به آن باعث شد تا به صورت هم‌زمان با ساعت گذرگاه حافظه کار کند. دادهٔ روی تراشه به بانک‌های تقسیم شدند تا بتوانند به صورت متوالی بر روی چندین دسترسی حافظه در بانک‌های متفاوت کار کنند. تا سال ۲۰۰۰ این حافظه به بخش پویایی از حافظهٔ رایانه تبدیل شد.
      - دی‌دی‌آر اس‌دی‌رم (اس‌دی‌رم با سرعت دادهٔ دوبرابر)؛ اصلاح شدهٔ اس‌دی‌رم بود که با افزایش سرعت داده، تراشه را ممکن می‌ساخت تا حافظهٔ داده را دوبرابر سریعتر(۲ کلمه پی‌درپی) در هر چرخهٔ ساعت به وسیلهٔ پمپاژ دوگانه (انتقال داده هم دررفت و هم در برگشت در هر پالس ساعت) انتقال دهد. از آنجایی که افزایش سرعت ساعت داخلی تراشه‌های حافظه مشکل است، این تراشه‌ها با انتقال دادن بلوک‌های بزرگتر، سرعت انتقال را افزایش دادند:
        - دی‌دی‌آر۲ اس‌دی‌رم؛ انتقال ۴ کلمه پی‌درپی در هر چرخهٔ ساعت.
        - دی‌دی‌آر۳ اس‌دی‌رم؛ انتقال ۸ کلمه پی‌درپی در هر چرخهٔ ساعت.
        - دی‌دی‌آر۴ اس‌دی‌رم؛ انتقال ۱۶ کلمه پی‌درپی در هر چرخهٔ ساعت.

    - آردی‌رم (دی‌رم رم‌باس)؛ یک حافظهٔ بود که استانداردهای سرعت دادهٔ دوبرابر عوض کرد و برای مدتی بر روی سیستم‌های اینتل استفاده شد اما به‌وسیلهٔ دی‌دی‌آر۲ اس‌دی‌رم از رده خارج شد.
    - اس‌جی‌رم (رم گرافیکی هم‌زمان) یک حافظهٔ اس‌دی‌رم مخصوص بود که برای کارت‌های گرافیک ساخته شده. این رم می‌تواند عملیات‌های گرافیکی مانند بیت مسک کردن، نوشتن بلوک و باز کردن دوصفحه از حافظه در آن واحد را انجام دهد.
    - پی‌اس‌رم (رم متناوب)؛ این حافظه، اس‌دی‌رمی است که مداری دارد تا بتواند عملیات بازنویسی را بر روی تراشه انجام دهد، بنابراین شبیه به اس‌رم عمل کرده و اجازه می‌دهد تا کنترل‌گر خارجی حافظه برای ذخیرهٔ انرژی خاموش شود. از این حافظه در چند کنترل‌کننده بازی مانند وی استفاده شده‌است.

  - اس‌رم (حافظه دسترسی تصادفی ایستا)؛ این حافظه، متکی بر چندین ترانزیستور بوده و یک فلیپ‌فلاپ دیجیتالی را شکل می‌دهد تا هر بیت را ذخیره کند. اس‌رم نسبت به دی‌رم کم‌چگال‌تر بوده و گران‌تر است اما سریعتر بوده و نیاز به تازه‌سازی ندارد. از این حافظه در حافظهٔ نهان کوچکتر در رایانه استفاده می‌شود.
- حافظه تداعی گر یک نوع حافظهٔ مخصوص است که به‌جای دسترسی به داده‌ها به کمک آدرس، یک کلمه داده بکار گرفته شده و حافظه مکان آن را در صورتی که کلمه ذخیره شده باشد، برمی‌گرداند. حافظه تداعی گر بیشتر با دیگر تراشه‌ها مانند ترانزیستورها همراه می‌شود و در حافظه نهان کاربرد دارد.

حافظه غیرفرار، داده‌هایی را در زمان قطع شدن برق نیز نگه می‌دارد به همین دلیل از آن برای حافظهٔ دستگاه‌های قابل‌حملی که هیچ دیسکی ندارند و کارت‌های حافظه استفاده می‌شود. انواع اصلی این حافظه عبارتند از:
- رام (حافظه فقط خواندنی)؛ این حافظه برای نگه‌داری موقت داده‌ها طراحی شده‌است و در عملیات‌های معمولی فقط می‌خواند و چیزی نمی‌نویسد. با اینکه بعضی از مدل‌های رام می‌توانند بنویسند، اما سرعت آن بسیار پایین خواهد بود و معمولاً کل تراشه باید از اول به صورت کامل بازنویسی شود. رام معمولاً برای ذخیرهٔ نرم‌افزار سیستمی استفاده می‌شود که باید به سرعت در دسترس رایانه قرار گیرد؛ مانند برنامهٔ بایوس که رایانه را به راه می‌اندازد. ۴ام ئی‌ئی‌پی‌رام با پنجرهٔ شفاف برای پاک کردن تراشه

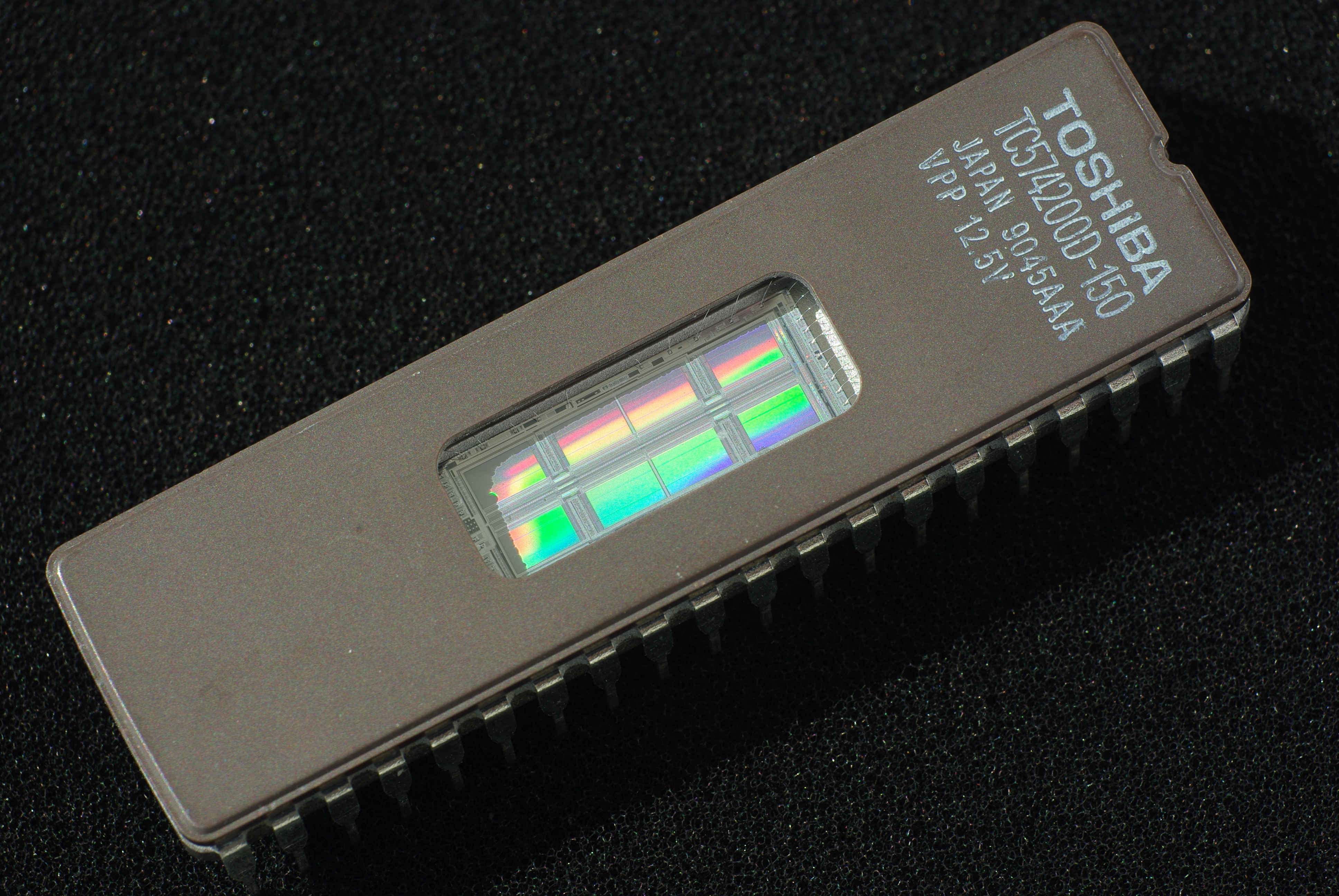
۴ام ئی‌ئی‌پی‌رام با پنجرهٔ شفاف برای پاک کردن تراشه

  - رام برنامه‌ریزی‌شدهٔ مسک؛ در این نوع حافظه، تراشه در حین ساخته شدن برنامه‌ریزی می‌شود.
  - پی‌رام (حافظه فقط خواندنی برنامه‌خور)؛ در این نوع حافظه، تراشه قبل از قرار گرفتن در مدار برنامه‌ریزی می‌شود اما فقط یکبار قابلیت برنامه‌خوری دارد.
  - ئی‌پی‌رام (حافظه فقط خواندنی برنامه‌خور پاک‌شدنی)؛ در این نوع حافظه، می‌توان با جدا کردن تراشه از مدار و قرار دادن آن زیر نور فرابنفش، داده‌های آن را پاک و برای برنامه‌ریزی دوباره آماده کرد. بسته‌بندی‌های تراشه یک «پنجره» شفاف کوچک بر روی خود دارد تا نور فرابنفش را جذب کند.
  - ئی‌ئی‌پی‌رام (حافظه فقط خواندنی پاک‌شدنی الکتریکی)؛ این نوع حافظه، داده‌ها می‌توانند به صورت دیجیتالی زمانی که تراشه هنوز در مدار قرار دارد، نوشته شود اما سرعت نوشتاری آن پایین است. از ئی‌ئی‌پی‌رام برای نگه‌داری سفت‌افزار‌ها استفاده می‌گردد.
- ان‌وی‌رم (حافظه فلش)؛ این نوع حافظه، از سرعت متوسطی در نوشتن برخوردار است اما آنقدر سریع نیست که بتوان از آن به عنوان حافظهٔ اصلی استفاده کرد. از ئی‌ئی‌پی‌رام معمولاً به عنوان مدل نیم‌رسانا دیسک سخت استفاده می‌شود تا بتوان داده‌ها را بر آن ذخیره کرد. از این حافظه در دستگاه‌های قابل حملی چون پی‌دی‌ای‌ها ،یواس‌بی فلش‌ها و کارت‌های حافظهٔ مورد استفاده در دوربین‌های دیجیتال و (تلفن‌های همراه استفاده می‌گردد.